# 2014 w sztukach plastycznych
Wydarzenia w sztukach plastycznych i wizualnych w 2014 roku.

## Wydarzenia
- 29.05 – 03.08 – VIII Berlin Biennale
- 21.09 – 26.10 – czwarta edycja Mediations Biennale w Poznaniu
- 26.09 – 25.10 – Jubileusz 20-lecia Miejskiej Galerii Sztuki OBOK w Tychach[1]. Jubileuszowi towarzyszyła wystawa – Przegląd Tyskiego Środowiska Plastycznego I edycja "Tychy Art 2014".

## Zmarli
- 18 stycznia – Wojciech Krukowski (ur. 1944), polski historyk sztuki, kurator wystaw, współzałożyciel Akademii Ruchu
- 10 lutego – Jan Świdziński (ur. 1923), polski artysta intermedialny, twórca sztuki kontekstualnej, performer, krytyk sztuki
- 23 lutego – Leszek Dutka (ur. 1921), polski malarz, rzeźbiarz i ceramik
- 4 marca – Stass Paraskos, cypryjski malarz, rzeźbiarz i poeta
- 2 lipca – Jerzy Lewczyński (ur. 1924), polski artysta fotograf, krytyk i publicysta
- 6 września – Leszek Knaflewski (ur. 1960), polski artysta multimedialny
- 18 września – Jan Berdyszak (ur. 1934), polski rzeźbiarz, malarz, grafik, autor instalacji i pedagog

## Nagrody
- Nagroda im. Katarzyny Kobro – Robert Rumas
- Nagroda im. Jana Cybisa – Wojciech Fangor
- World Press Photo – John Stanmeyer[2]